# Sojuz 1
Sojuz 1 (Союз-1) fu la prima missione con equipaggio della nuova navicella spaziale sovietica Sojuz. A causa di diverse imperfezioni di carattere tecnico, la missione dovette essere interrotta in anticipo avviando un atterraggio di emergenza. Il cosmonauta Vladimir Michajlovič Komarov morì durante l'atterraggio della capsula.

## Situazione d'origine
L'esplorazione umana dello spazio sovietica era riuscita negli anni dal 1961 al 1965 a raggiungere una serie di importantissimi primati:
- il primo essere umano nello spazio: Vostok 1 (aprile 1961)
- il primo volo di gruppo: Vostok 3 e Vostok 4 (agosto 1962)
- la prima donna nello spazio: Vostok 6 (giugno 1963)
- la prima capsula spaziale equipaggiata da più piloti: Voschod 1 (ottobre 1964)
- la prima attività extraveicolare: Voschod 2 (marzo 1965)

Successivamente l'Unione Sovietica non era più riuscita ad avanzare in questo settore, dato che era già stato raggiunto il limite tecnico delle capsule impegnate per le varie missioni. Le capsule sovietiche Vostok e Voschod, al contrario delle statunitensi del programma Gemini, non avevano la possibilità di essere pilotate e pertanto non consentivano l'esecuzione di manovre orbitali come il cambio attivo di traiettoria, le manovre rendezvous o addirittura d'aggancio.
Questo ritardo doveva essere compensato dalla nuova capsula Sojuz, la quale si trovava in fase di progettazione e di sviluppo sin dal 1963.
Tre missioni di prova prive di equipaggio fallirono. Durante il primo lancio, eseguito il 28 novembre 1966 con la denominazione camuffata Cosmos 133, la navicella spaziale non poté essere portata in una posizione stabile per mantenerla in orbita. Una seconda capsula che doveva eseguire una manovra di rendezvous con Cosmos 133, rimase per il predetto motivo a terra. Anche l'accensione dei retrorazzi frenanti non riuscì nonostante numerosi tentativi. Quando finalmente la capsula incominciò a rientrare in atmosfera in maniera naturale si calcolò che la stessa sarebbe atterrata in Cina. Pertanto si decise di attivare il sistema di autodistruzione. La navicella spaziale non venne mai trovata e pertanto si considera che fosse esplosa come previsto.
L'esemplare con il numero di serie 2 doveva essere lanciato il 14 dicembre 1966. L'accensione dei propulsori non riuscì e il lancio stesso dovette essere interrotto. Durante la fase di svuotamento dei serbatoi di carburante del razzo vettore, improvvisamente prese fuoco la torre di salvataggio, e immediatamente tutto il razzo si incendiò, esplodendo poco dopo. Almeno una persona perse la vita in questa circostanza.
Una terza navicella spaziale venne lanciata il 7 febbraio 1967 sotto la denominazione di Cosmos 140. Raggiunta la traiettoria d'orbita pure questa capsula non poté essere posizionata in una maniera sufficientemente stabile. La fase di rientro in atmosfera avvenne con un'inclinazione molto superiore del previsto.

Infine, la capsula precipitò nelle acque del lago Aral dove poté essere recuperata con enorme fatica dai sommozzatori.
Il programma di esplorazione umana dello spazio americano invece era già riuscito nel dicembre del 1965 a effettuare la prima manovra di rendezvous fra due equipaggi in volo nello spazio durante le missioni Gemini 6 e Gemini 7. Inoltre, con Gemini 8, a marzo del 1966 era riuscito il primo aggancio di due veicoli spaziali nell'orbita terrestre. Il principale artefice dei successi sovietici fra il 1957 e il 1965, grazie al quale l'Unione Sovietica era rimasta un passo avanti agli Stati Uniti per quasi 10 anni, Sergei Korolev, era morto il 14 gennaio 1966. Per il momento comunque il Programma Apollo era rimasto fermo dal gennaio del 1967 in seguito alla catastrofe dell'Apollo 1.
L'Unione Sovietica intravedeva la possibilità di superare nuovamente gli americani eseguendo una manovra di aggancio di due capsule spaziali con equipaggio nell'orbita terrestre consentendo contemporaneamente a tale manovra il passaggio di cosmonauti da una capsula verso l'altra - un nuovo primato nella corsa verso lo spazio. Pertanto venne programmato di impegnare le prime due navicelle spaziali Sojuz per il primo doppio lancio e volo di coppia equipaggiato di questo programma.

## Equipaggio
La Sojuz 1 venne pilotata da Vladimir Michajlovič Komarov. Komarov aveva già volato nello spazio a bordo della Voschod 1, divenendo così il primo cosmonauta a effettuare due missioni. Riserva per questa missione venne nominato il più famoso dei cosmonauti, Jurij Alekseevič Gagarin. Komarov era cosciente che l'eccessiva fretta con cui era stata preparata la missione stava minacciando la sicurezza e l'elenco di problemi incontrati nello sviluppo della capsula era impressionante, ma sapeva anche che se lui avesse rinunciato, Gagarin (a cui era legato da una fraterna amicizia) avrebbe dovuto sostituirlo; decise di continuare la missione .

## Missione
Il lancio della Sojuz 1 equipaggiata da Vladimir Michajlovič Komarov venne eseguito il 23 aprile 1967. Il lancio della Sojuz 2 doveva avvenire 24 ore più tardi.
Poco dopo aver raggiunto la traiettoria d'orbita terrestre ebbero inizio i problemi. Infatti uno dei due pannelli solari non si era aperto come previsto e pertanto non poteva essere garantita l'alimentazione d'energia per la capsula. Inoltre Komarov non fu in grado di girare la navicella per rivolgerla verso il Sole. Pertanto neppure l'unico pannello solare correttamente aperto fu in grado di fornire sufficiente energia. Considerando che la capsula Sojuz era dotata di accumulatori di energia di capacità relativamente scarsa, fu immediatamente chiaro che la missione non poteva durare il tempo originariamente previsto. Inoltre i due trasmettitori radio a onde corte non funzionarono correttamente e pertanto un collegamento perfetto poté essere garantito esclusivamente tramite frequenza VHF, cioè solo quando la capsula sorvolava territorio sovietico.
Inizialmente si pensò di poter risolvere il problema di alimentazione, eventualmente anche assegnando a due dei tre cosmonauti della Sojuz 2 (Eliseev e Chrunov) il compito di sbloccare il pannello solare. In ogni caso la Sojuz aveva solo tre posti disponibili, per cui Komarov avrebbe dovuto tentare comunque il rientro con la Sojuz 1. Man mano che divenivano evidenti i problemi tecnici della navicella, comunque, la Commissione di Stato decise l'annullamento del volo della Sojuz 2, concentrando gli sforzi dei tecnici e dei controllori di volo sul modo di riportare a terra Komarov.
Durante la 16ª orbita terrestre alle ore 23.56 U.T. del 23 aprile venne eseguito il primo tentativo di accendere i retrorazzi frenanti per far rientrare a terra Komarov anticipatamente sui piani di volo. Il tentativo non riuscì e la Sojuz 1 rimase sulla traiettoria d'orbita. Anche un secondo tentativo di accensione alla 17ª orbita (alle ore 1.25 U.T. del 24 aprile) non riuscì.
Alla 18° orbita fu Komarov stesso ad azionare manualmente i retrorazzi frenanti, consentendo così un atterraggio su territorio sovietico durante le ore diurne. Raggiunta una quota di circa sette chilometri da terra, si sarebbero dovuti aprire i paracadute per frenare la velocità d'atterraggio della capsula. Gli stessi non si aprirono completamente e pertanto la capsula Sojuz 1 precipitò a terra poco dopo con l'enorme velocità d'impatto pari a 40 metri al secondo, causando la morte del cosmonauta Vladimir Komarov.
Il fatto che Komarov non potesse sopravvivere all'atterraggio fu chiaro solo pochi minuti dopo l'impatto a terra. In tale circostanza la capsula si trovava già a un'altezza tale che i segnali radio trasmessi su frequenza VHF non potevano essere intercettati da stazioni radio all'estero. Le varie voci ufficiose, riguardanti le polemiche tra Komarov e i costruttori della Sojuz dopo il rientro in atmosfera, e le grida di paura e richieste d'aiuto via radio da parte del cosmonauta, devono essere considerate e valutate tenendo presente il predetto aspetto.

## Effetti della tragedia
L'incidente della Sojuz 1 e la morte di Komarov furono un duro colpo per il programma sovietico di esplorazione umana dello spazio, in quanto l'insuccesso non poteva essere nascosto all'opinione pubblica di tutto il mondo.
Durante i successivi esami per accertare le cause della tragedia si dovettero constatare molteplici errori e imperfezioni di costruzione e di sviluppo. Fra l'altro venne accertato un errore di assemblaggio dei paracadute. Se la Sojuz 2 fosse stata lanciata come programmato, anche i tre cosmonauti a bordo sarebbero deceduti per lo stesso problema. Dovevano pertanto la loro vita ai problemi subito denunciati da Komarov sulla Sojuz 1, che avevano fatto cancellare il decollo della seconda capsula.
Alla missione equipaggiata cancellata non venne ufficialmente assegnato un numero, ma più volte viene denominata missione Sojuz 2A. La denominazione Sojuz 2 venne successivamente utilizzata per una capsula Sojuz priva di equipaggio.
A causa di diversi rallentamenti durante la fase di modifiche di costruzione e di assemblaggio della capsula, si poté eseguire il secondo lancio di una navicella Sojuz, in questo caso priva di equipaggio, appena a ottobre del 1967, con le missioni Cosmos 186 e Cosmos 188. Sojuz 3 fu la prima missione equipaggiata successiva alla tragedia e venne eseguita a ottobre del 1968. Il programmato passaggio di cosmonauti da una navicella verso un'altra, cioè il programma originario di questa missione, poté essere effettuato con successo a gennaio del 1969 durante la missione Sojuz 4 e Sojuz 5.